# Catherine Salmon
Catherine A. Salmon, född 1969, är en amerikansk evolutionspsykolog och professor. Hennes huvudsakliga forskningsområden täcker familjerelationer och mänsklig sexualitet. År 2023 verkar hon som professor vid University of Redlands i Kalifornien.

## Biografi
Salmon avlade medicine kandidatexamen i biologi 1992 och fem år senare medicine doktorsexamen i evolutionspsykologi vid McMaster University i Ontario. Efter fyra år som postdoktor-forskare vid Simon Fraser University i Vancouver 1999–2003 innehar hon sedan 2003 en tjänst som professor vid psykologiska fakulteteten vid University of Redlands i södra Kalifornien. Fram till juni 2018 var hon även knuten till universitetets allmänvetenskapliga fakultet. 
Salmons forskning har bland annat fokuserat på familjerelationer och deras betydelse för individens utveckling. Bland hennes forskningsrön märks den att mellanbarn tenderar att vara mindre familjeorienterade än barnen som fötts först eller sist. Genom att föräldrarnas uppmärksamhet i högre utsträckning riktas mot äldsta eller yngsta syskonet, blir ett mellanbarn mästare på kompromisser. Salmon har även vidareutvecklat tankarna i undersökningar av dessa barns relationsstrategier i vuxen ålder.
Hennes intresse kring kvinnlig sexualitet har lett till forskning runt prostitution och pornografi, och hennes intresse för populärkultur har resulterat i texter kring kvinnliga wrestlingfans. 2022 publicerade hon forskning där intresset för cumshot inom pornografi inte tolkades som direkt kopplat till förnedring eller sjukligt beteende. Året därpå publicerades en studie gjord av Salmon och Rebecca L. Burch, där intresse för hårt sex i allmänhet bedömdes som relaterat till intresse för sexuell variation, pornografi eller användande av sexleksaker; däremot hittades inga tydliga samband med aggression eller sexuellt våld.
Salmon är medredaktör för den akademiska tidskriften Evolutionary Behavioral Sciences. Hon är även verksam som skribent för publikationer som Psychology Today, där hon ansvarat för bloggen Ape Girl.